# カトゥーリ・カルミナ
カトゥーリ・カルミナ（ラテン語: Catulli Carmina（カトゥルスの歌））は、ドイツの作曲家カール・オルフが1940年から1943年にかけて作曲した世俗カンタータである。オルフはラテン語: ludi scaenici（舞台音楽劇）という副題をつけた。
この作品は主にローマ時代の詩人カトゥルスのラテン語詩を中心に、その前後に作曲家自身が書いたテキストを付加して作曲されている。本曲はトリオンフィ（ラテン語: Trionfi、勝利）三部作の一部であり、カルミナ・ブラーナとアフロディーテの勝利の間に挟まれた第二作である。
楽器編成は、恐らくストラヴィンスキーのバレエ・カンタータ「結婚」からインスパイアされたパーカッション・オーケストラで構成されている。

## 演奏時間
約35分。初期の録音では「老人達による承認の叫び声」が省略されることが多かったが、近年は省略なしの録音が殆どである。

## 楽器編成
- 独唱: ソプラノ、テノール
- 混声合唱
- ピアノ4、ティンパニ、バスドラム、タンバリン3、トライアングル、カスタネット、マラカス、サスペンデッドシンバル、クラッシュシンバル、アンティークシンバル（指定ピッチなし）、タムタム、リソフォン、鉄琴、グロッケンシュピール2、ウッドブロック、シロフォン、テノール・シロフォン

## 構成
オルフ自身が作詞したラテン語のテキストを含む前奏曲、カトゥルスの詩を使用した劇的な物語、そして前奏曲の音楽を回想する短い後奏曲の3つの部分に分かれている。
前奏曲では、若い女性と若い男性のグループが、永遠の（"eis aiona"、ここだけギリシャ語を使用している）愛と献身、そして互いに欲情した状態でのエロティックな行為についての非常に露骨な感情を交互に歌う。
オルフ自身が作詞した歌詞には、当時としては余りに卑猥な単語、"mentula"（ラテン語で「陰茎」）が含まれていたため、世界初のトリオンフィ三部作録音を依頼されたドイツの指揮者オイゲン・ヨッフムは、作曲者に"mentula"を回避した改変版の作詞を依頼し、承諾された。そのため、初期の録音であるオイゲン・ヨッフムのモノラル盤（1954年-1955年録音）やユージン・オーマンディ盤（1967年録音）では、その改変版歌詞（"mentula"を"anuli"、ラテン語で「巻毛」に変更し、その他の部分も"anuli"に合わせて変更）が使用されており、"mentula"を採用したレコードに付加された翻訳歌詞も、その多くが空白のまま放置されていた。
若者のグループが歌い終わると、老人のグループが「永遠の愛などありえない！」と人生の虚無について例を挙げながら歌い、性愛の虚しさを歌った「カトゥルスの歌」を聴くよう促す。若者達は「そこまで言うなら聴きましょう！」（"Audiamus!"）と承諾し、カトゥルスの詩に基づいた物語が始まる。
物語は、身持ちが良いとは言えない女性、レスビアへの恋に狂うローマ時代の若者、カトゥルスについて語られる。テノールのソリストがカトゥルスを、ソプラノのソリストがレスビアを演じる。
この物語は、カトゥルスと、人妻であるクローディアの歴史上の事実にほぼ基づいて作られており、カトゥルスの詩では、クローディアの名が偽名であるレスビアに置き換えられている。カトゥルスはクローディアとの関係について多くの詩を書き、オルフはそのうちの幾つかを選び、意図的に並べ替えた上でこのカンタータに使用している。
カトゥルスの詩は、現在では整理番号が与えられている。 使用されている歌詞は概ねカトゥルスが書いた原詩だが、"O mea lesbia"といった歌詞や、老人達による承認の叫び声などの幾つかの書き込み、第109番の詩に対する単語の追加等が見られる。

### 前奏曲（ラテン語:PRAELUSIO）
前述の通り、若い男女は「永遠の愛」を賞賛する歌を歌うが、老人達によって疑問を投げかけられる。老人達はカトゥルスの悲劇的な運命を連想させる歌を歌い、若者達を「愛という怪物」から救出しようと試みる。

### 第一部（ラテン語:ACTUS I）
- 「我は憎み、そして愛する」(第85番)
- 「共に生き、共に愛そう、我がレスビアよ！」(第5番)
- 「神にも等しい存在だ」(第51番)
- 「カエルス！我らがレスビア、あのレスビアが！」(第58番)
- 「我が恋人が宣うのだ！」(第70番)

### 第二部（ラテン語:ACTUS II）
- 「汝、我が生命よ」(第109番。明らかにイタリア語である「ドルミ、ドルミ、アンコラ」 Dormi, dormi ancoraが加えられている)
- 「誰からも何かしらを受け取れると望んだりするのは止めねばならぬ」(第73番)

### 第三部（ラテン語:ACTUS III）
- 「我は憎み、そして愛する」(第85番)
- 「貴方に請う、我が愛しの、我がイプシティッラ」(第32番)
- 「アンミアナ、消耗しきった娼婦は」(第41番)
- 「哀れなりカトゥルス、愚かな真似は止めよ」(第8番)
- 「これほどまでに愛されていた、と真摯に述べる女はいないであろう」(第87番)
- 「我がレスビアよ、我が心はここまで引きずられてきたのだ」(第75番)

これらの詩の選択と並べ替えは、「愛が永遠に続くなどあり得ない」ということを舞台上の若者達に明確に示すために行われている。

### 後奏曲（ラテン語:EXODIUM）
若者達はすぐさま老人達の忠告を無視することを決心し、カンタータは老人達の憤激をものともせず、若者達の"Eis aiona!"（永遠に！）の連呼で幕を閉じる。

## 音楽
オーケストラは前奏曲と後奏曲でのみ演奏し、カトゥルスが歌う箇所ではソリストはギリシャのコロスの形式を模した合唱のみを伴う。この作品は、カルミナ・ブラーナよりも多くのリフレインとシンコペーション・リズムの導入を試みている。音楽学者達は、この作品が前作の「カルミナ・ブラーナ」に比べ、なぜこれ程までに長期にわたりあまり知られてこなかったのかを議論してきた。彼らは、ナチス・ドイツの崩壊と第二次世界大戦の余波によるヨーロッパの憂鬱な感情が原因で、長い間、聴衆に提示される機会が与えられなかったからであると結論付けた。

## 録音
- オイゲン・ヨッフム指揮バイエルン放送合唱団、アンネリース・クッパー（ソプラノ）、リヒャルト・ホルム（テノール）（ドイツ・グラモフォン 、1954年、1955年録音）（歌詞改変版）
- ハインリヒ・ホルライザー指揮ウィーン室内合唱団、エリザベス・ルーン（ソプラノ）、ハンス・レフラー（テノール）（ヴォックス、1954年以前録音）（一部歌詞改変）
- ロジェー・ワーグナー指揮ロジェー・ワーグナー合唱団、アン・マリー・ビッグス（ソプラノ）、ロバート・マッツァレラ（テノール）（EMI 、1960年代録音）（歌詞改変版）
- ヴァーツラフ・スメターチェク指揮チェコ・フィルハーモニー管弦楽団合唱団、ヘレナ・タッテルムスホヴァー（ソプラノ）、イヴォ・ジーデク（テノール）（スプラフォン 、1965年録音）
- ユージン・オーマンディ指揮テンプル大学合唱団、ジュディス・ブレゲン（ソプラノ）、リチャード・ネス（テノール）（コロムビア・レコード 、1967年録音）（歌詞改変版）
- ボリヴォイェ・シミッチ指揮ベオグラード放送合唱団、ソニア・ホチェヴァル（ソプラノ）、デュシャン・ツヴェイチ（テノール）（フィリップス 、1967年頃録音）
- オイゲン・ヨッフム指揮ベルリン・ドイツ・オペラ合唱団、アーリーン・オジェー（ソプラノ）、ヴィエスワフ・オフマン（テノール）（ドイツ・グラモフォン 、1970年録音）
- ヘルベルト・ケーゲル指揮ライプツィヒ放送合唱団、ウテ・マイ（ソプラノ）、エバーハルト・ビュヒナー（テノール）（ベルリン・クラシックス 、1971年録音）
- フェルディナント・ライトナー指揮ケルン放送合唱団、ルート＝マルグレート・ピュッツ（ソプラノ）、ドナルド・グローブ（テノール）（ARTS ARCHIVES / membran、1974年録音）
- ミハイル・ミルコフ指揮ブルガリア放送声楽アンサンブル、エレナ・ストヤノヴァ（ソプラノ）、カウディ・カウドウ（テノール）（Forlane 、1988年録音）
- ウィリアム・ノル指揮コーラル・ギルド・オブ・アトランタ、（Newport Classic 、1990年録音）
- ヴォルフガング・シェーファー指揮フランクフルト・カントライ、リサ・グリフィス（ソプラノ）、トーマス・デワルド（テノール）（Intuition Records / ヴェルゴ 、1993年録音）
- ハンス・ルドルフ・ツェベライ指揮ミュンヘン・モテット合唱団、レギーナ・クレッパー（ソプラノ）、ウルリヒ・レス（テノール）（CALIG 、1994年録音）
- フランツ・ウェルザー＝メスト指揮リンツ・モーツァルト合唱団、ダグマール・シェレンベルガー（ソプラノ）、ローター・オディニウス（テノール）（EMI 、1995年録音）
- シルヴァン・カンブルラン指揮ヨーロッパ合唱アカデミー、シュテファニー・ダッシュ（ソプラノ）、ジャン＝ノエル・ブリオン（テノール）（Glor Classics 、2010年録音）